# Nicholas Brown
Nicholas Brown (? – 1726) was een piraat van Engelse afkomst. Zijn bijnaam was "De grote piraat". Hij was vooral actief voor de kust van Jamaica. Hij werd gevangen, maar kreeg gratie voor de daden die hij gepleegd had. Hij ging hierna echter door met roven. Later werd hij weer gevangen, door zijn jeugdvriend John Drudge die piratenjager was geworden. Kapitein Drudge onthoofdde hem, en pekelde zijn hoofd in. Dit gebruikte hij als bewijs om zijn beloning te verkrijgen.